# Gauk Trandilsson
Gauk Trandilsson, född omkring år 935, död före år 980, var enligt Landnámabók en isländsk bonde från gården Stöng i Tjorsådalen på Sydlandet. Han är omtalad i Njáls saga liksom i Haukr Valdísarsons Íslendingadrápa. Hans namn finns också ristat med runor i den berömda kammargraven i Maeshowe på Orkneyöarna.

Om Gauk Trandilsson har det förmodligen funnits en saga, *Gauks saga Trandilssonar, som nu är restlöst förlorad. 

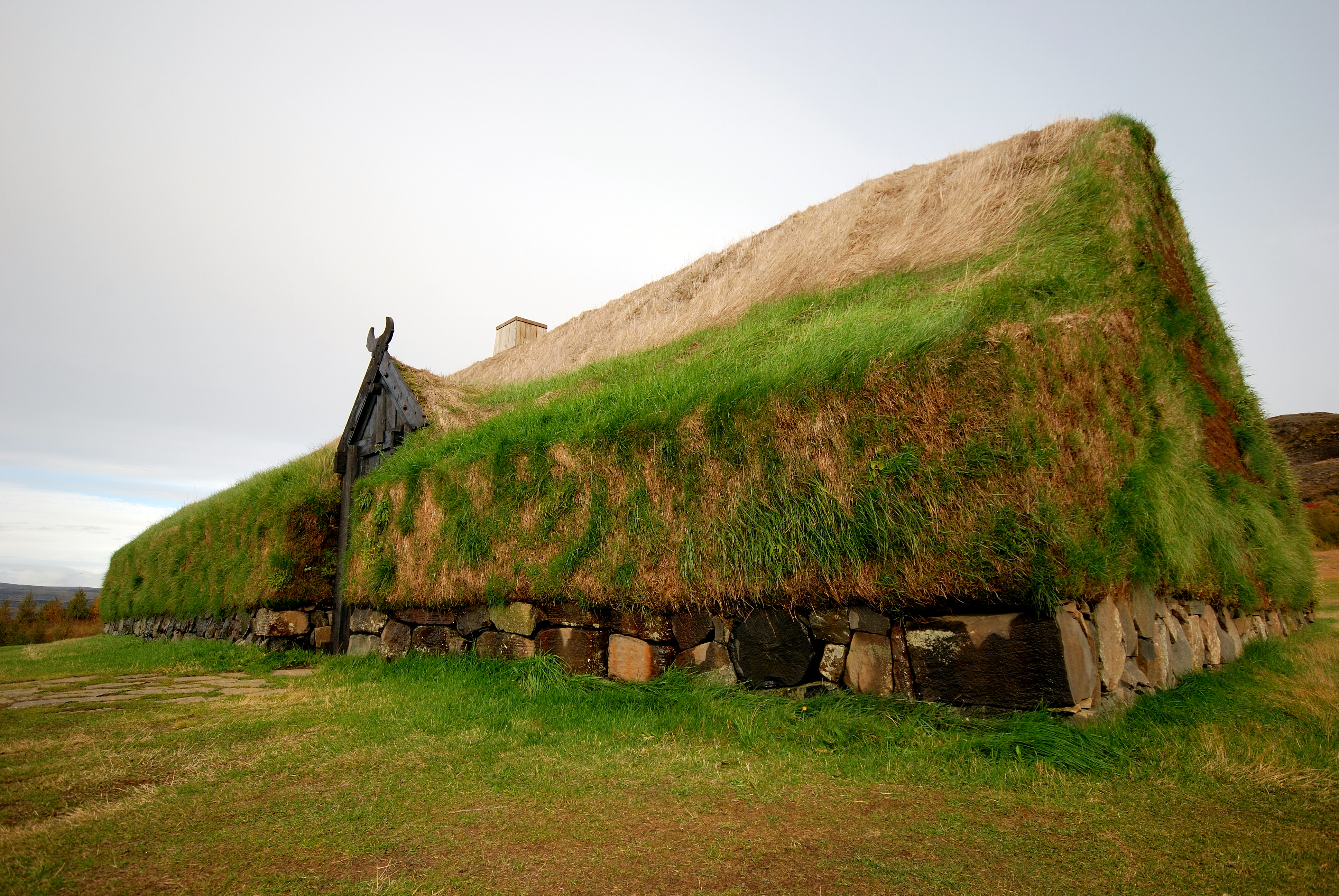
Rekonstruktion av långhuset på gården Stöng, som förstördes vid Heklas utbrott 1104.

## LandnámabókochNjáls saga
Gauk Trandilsson var tredje generationens islänning. Hans far, som troligen också föddes på ön, hette Torkel (Þorkell) med tillnamnet trandill och var son till landtagningsmannen Torbjörn laxakarl, som lade under sig hela Tjorsådalen och Gnúpverjahreppr upp till Kalvån (Kálfá).
I Njáls saga, kapitel 26, berättas att Gauk var fosterbror till Asgrim Ellida-Grimsson (Ásgrímr Elliða-Grímsson). Sagan beskriver Gauk som "den modigaste och ypperste man som funnits", men "mellan Asgrim och Gauk slutade det illa, och Asgrim blev Gauks baneman". Orsaken till detta omtalas inte, men då Skapte Toroddsson i kapitel 139 tar upp saken med Asgrim blir svaret: "Många skall medge, att jag inte dräpte Gauk förr, än jag var nödd till det."
En antydan om vad som kan ha legat bakom ges i omkvädet till en medeltida dansvisa, som Guðbrandur Vigfússon såg som ett "eko" av den förlorade sagan om Gauk: Þá er Gaukr bjó í Stöng, þá var eigi til Steinastaða leiðin löng. (När Gauk bodde på Stöng, var inte leden till Steinastaðir lång.) En gissning – som även utgår från folksägner – är att Gauk förförde hustrun på granngården Steinastaðir. Enligt Landnámabók var hon släkt med Asgrim Ellida-Grimsson, varför det blev osämja mellan fosterbröderna, vilket kulminerade i dråpet på Gauk.

## Íslendingadrápa
Gauk Trandilsson är också hyllad i en halvstrof i Haukr Valdísarsons Íslendingadrápa från sent 1100-tal. Men några faktiska upplysningar om hans liv ger oss inte hyllningen. Det enda vi får veta är, att Gauk var en tapper krigare samt att han "gladde korparna". Han slog med andra ord ihjäl sina fiender, vilket asfåglar bör ha uppskattat, enligt skalden.
En slutsats är dock ofrånkomlig: Gauk Trandilsson var ännu 200 år efter sin död mycket namnkunnig på Island.

## En runristning
Ytterligare ett vittnesbörd om Gauk Trandilssons forna ryktbarhet kommer från Orkneyöarna. Bland de många runristningarna i den berömda kammargraven i Maeshowe på ön Mainland hittade runologen Magnus Olsen två inskriptioner som han ansåg måste höra samman:
| XVIII Þessar rúnar reist sá maðr, er rýnstr er fyrir vestan haf | XVI með þeirri öxi, er átti Gaukr Trandils sonr fyrir sunnan land. |  |

XVIII: "Dessa runor ristade den man, som runkunnigast är väster om havet (Island)..."
XVI: "...med den yxa, som Gauk Trandilsson på Sydlandet ägde."
Ristningen antas vara ungefär lika gammal som Íslendingadrápa, och att det är huvudpersonen i den förlorade *Gauks saga Trandilssonar som här har blivit ihågkommen är otvivelaktigt. "Trandilsson" är nämligen ett unikt patronymikon. Det är inte bildat efter faderns namn – som var Torkel – utan efter dennes av allt att döma mycket ovanliga tillnamn trandill.